# Stjepan Lamza
Stjepan Lamza (Sziszek, 1940. január 23. – 2022. január 12.) jugoszláv válogatott horvát labdarúgó, középpályás.

## Pályafutása

### Klubcsapatban
1958 és 1960 között a Branik Maribor, 1960 és 1968 között a Dinamo Zagreb labdarúgója volt. A Dinamo csapatával két jugoszlávkupa-győzelmet ért el. Tagja volt az 1962–63-as idényben VVK-döntős és az 1966–67-es idényben VVK-győztes csapatnak.
Az 1966–67-es VVK elődöntő első találkozóján a nyugatnémet Eintracht Frankfurttól 3–0-s vereséget szenvedett a Dinamo, de a visszavágón sikerült 4–0-ra legyőzni az Eintrachtot és így a döntőbe jutott a jugoszláv csapat. Közvetlenül a mérkőzés után Lamza elfogadta és aláírta a belga Standard Liège csapatához a szerződést. Ezt követően csapattársaival egy szálloda luxusétteremben késő éjszakáig ünnepelte a továbbjutást. Másnap kora reggel az egyik emeleti szobában ébredt, és a lenti hallban talált egy bárt, amely üres volt, és inni kezdett. Karlo Žagar, a Dinamo egyik tisztviselője talált rá az erősen ittas Lamzára és visszavitette a szobájába, amit rázártak. Később, amikor újra felébredt, még mindig ittas volt, mivel az ajtókat zárva találta, ezért az erkélyre, ahonnan leesett, és súlyosan megsérült. Súlyos fejsérülést diagnosztizáltak nála és 40 napig kórházban maradt. Felépülése után már nem volt képes korábbi színvonalon teljesíteni és így a Standard Liège csapatához igazolásából sem lett semmi.
1968–69-ben a Rijeka, 1969–70-ben az NK Zagreb, 1970–71-ben a francia Châteauroux labdarúgója volt, de a három csapatban összesen csak 18 bajnoki mérkőzést játszott és három gólt szerzett. Az aktív játékot 1972-ben az ausztrál Croatia Melbourne csapatában fejezte be.

### A válogatottban
1963 és 1967 között hét alkalommal szerepelt a jugoszláv válogatottban.

## Sikerei, díjai
Dinamo Zagreb
- Jugoszláv bajnokság
  - 2. (2): 1965–66, 1966–67
- Jugoszláv kupa
  - győztes (2): 1963, 1965
  - döntős (2): 1966
- Vásárvárosok kupája (VVK)
  - győztes: 1966–67
  - döntős: 1962–63

## Statisztika

### Mérkőzései a jugoszláv válogatottban
| Jugoszlávia | Jugoszlávia       | Jugoszlávia                     | Jugoszlávia  | Jugoszlávia | Jugoszlávia  | Jugoszlávia  | Jugoszlávia | Jugoszlávia |
| #           | Dátum             | Helyszín                        | Hazai        | Eredmény    | Vendég       | Kiírás       | Gólok       | Esemény     |
| ----------- | ----------------- | ------------------------------- | ------------ | ----------- | ------------ | ------------ | ----------- | ----------- |
| 1.          | 1963. október 27. | Bukarest, Augusztus 23. Stadion | Románia      | 2 – 1       | Jugoszlávia  | barátságos   | -           |             |
| 2.          | 1964. április 1.  | Niš, Gradszki Stadion Čair      | Jugoszlávia  | 1 – 0       | Bulgária     | barátságos   | -           | 46'         |
| 3.          | 1966. május 8.    | Zágráb, Maksimir Stadion        | Jugoszlávia  | 2 – 0       | Magyarország | barátságos   | -           |             |
| 4.          | 1966. június 23.  | Hannover, Niedersachsenstadion  | NSZK         | 2 – 0       | Jugoszlávia  | barátságos   | -           |             |
| 5.          | 1966. október 12. | Tel-Aviv, Bloomfield stadion    | Izrael       | 1 – 3       | Jugoszlávia  | barátságos   | -           | 46'         |
| 6.          | 1967. április 23. | Budapest, Népstadion            | Magyarország | 1 – 0       | Jugoszlávia  | barátságos   | -           |             |
| 7.          | 1967. május 14.   | Tirana, Qemal Stafa Stadion     | Albánia      | 0 – 2       | Jugoszlávia  | Eb-selejtező | -           |             |
|             | Összesen          |                                 |              | 7           | mérkőzés     |              | 0           | gól         |